# The Cyclopedia of New Zealand
The Cyclopedia of New Zealand ist eine sechsbändige neuseeländisches Enzyklopädie, deren Bände nacheinander in den Jahren 1897 bis 1908 in Neuseeland veröffentlicht wurden. Jeder Band widmet sich einer Provinz Neuseelands und beinhaltet Information über Städte, Distrikte, Ämter bzw. Ministerien der Regierung, sowie über Politiker und anderen für die Siedlungsgeschichte bedeutsame Personen, sowie über Firmen, Gesellschaften und Vereinigungen.

## Geschichte
Initiatoren des Werkes The Cyclopedia of New Zealand waren Arthur McKee, ein Fotograveur, Drucker und Zeitungsmacher aus Liverpool, England, und sein Partner namens Gamble, dessen Identität nicht bekannt ist. Der dritte Mitinhaber und Direktor der Firma war J. R. Randerson. Vermutlich gründeten die drei Herren zusammen die Cyclopedia Company in Wellington, mit der Absicht, eine Enzyklopädie über Neuseeland herauszubringen.
Im Vorfeld der Veröffentlichung des ersten Bandes gab es allerdings Schwierigkeiten wegen des Umfangs des Werkes. Im April 1896 waren bereits 600 Seiten fertiggestellt, doch es gab Irritationen bezüglich des Umfang des Werkes, der geplanten Veröffentlichung und des Umzugs der Firma. Man schätzte seinerzeit, dass der Band die doppelte Anzahl von den bereits fertig gestellten Seiten beinhalten würde. Am 10. Oktober 1896 hatte der Herausgeber des Wanganui Herald bereits die Möglichkeit einen Blick in das Werk zu werfen und erwähnte es lobend in seinem Artikel.
Die Veröffentlichung des ersten Bandes über die Provinz Wellington folgte im Jahr 1897 und hatte 1525 Seiten. Nach der Veröffentlichung trennte sich McKee von der Firma und gründete sein eigenes Unternehmen. Das muss wohl auch der Zeitpunkt gewesen sein, zu dem die Firma nach Christchurch umzog, denn der Band 2 über die Provinz Auckland wurde schon in der 153 Manchester Street in Christchurch herausgegeben.
Die Herausgeber des ersten Bandes erklärten in ihrem Vorwort, dass sie die Absicht hatten, die Fakten bezüglich der Besiedlung Neuseelands und die Entwicklung der Kolonie mit ihrem Werk zu dokumentieren. Doch abweichend von ihren Zielen wirkten Personen des öffentlichen Lebens an der inhaltlichen Gestaltung mit, indem sie Daten zu ihrer Geschichte und persönliche Details lieferten. Die Informationen, die sie lieferten, waren so genau wie ihre Erinnerungen und ihre Ehrlichkeit es erlaubte. So waren Porträts oft geschönt und Artikel über Firmen wie Werbung verfasst. Artikel über Frauen, Māori oder Nichteuropäer kamen in den Werken fast nicht vor. Trotzdem geben die sechs Bände einen Einblick in das koloniale Leben um die Jahrhundertwende in Neuseeland und beschreiben auch Siedlungen, die sonst in keiner Zeitung oder Publikation erwähnt worden wären.

## Online verfügbar
Die Victoria University of Wellington begann im Jahr 2008 damit, die einzelnen Bände zu scannen und in elektronischer Form über das Internetportal New Zealand Electronic Text Collection der Öffentlichkeit online zur Verfügung zu stellen. Die Universität beschrieb das Vorhaben selbst als ein großes Projekt, denn schon der erste Band mit seinen 1525 Seiten wog 5,1 Kilogramm. Die komplette Digitalisierung aller Bände wurde noch im Jahr 2008 abgeschlossen.

## Die einzelnen Bände
- Wellington Provincial District. In: The Cyclopedia of New Zealand. Volume I. Cyclopedia Company Ltd, Wellington 1897.
- Auckland Provincial District. In: The Cyclopedia of New Zealand. Volume II. Cyclopedia Company Ltd, Christchurch 1902.
- Canterbury Provincial District. In: The Cyclopedia of New Zealand. Volume III. Cyclopedia Company Ltd, Christchurch 1903.
- Otago and Southland Provincial District. In: The Cyclopedia of New Zealand. Volume IV. Cyclopedia Company Ltd, Christchurch 1905.
- Nelson, Marlborough and Westland  Provincial District. In: The Cyclopedia of New Zealand. Volume V. Cyclopedia Company Ltd, Christchurch 1906.
- Taranaki, Hawke's Bay and Wellington Provincial District. In: The Cyclopedia of New Zealand. Volume VI. Cyclopedia Company Ltd, Christchurch 1908.